# Wild West Story
Wild West Story ist eine aus schwedischer Produktion stammende Westernkomödie aus dem Jahr 1963. Eine deutschsprachige Erstaufführung erfolgte nicht; in Schweden lief das Werk am 15. Februar 1964 an.

## Handlung
„Revolver Kid“ Anderson verließ die amerikanische Westernstadt Small Lands Hill, um in seiner Heimat Schweden einen Zirkus zu betreiben. Als sein alter Kumpel Old Joe in Schwierigkeiten steckt, schickt Kid seinen Sohn Lucky, um nach dem Rechten zu sehen. Lucky reitet auf einem Esel im Städtchen ein und betont seine Mitgliedschaft im „Verein zum Schutz der durch Schießereien traumatisierten Kinder“, kann aber perfekt mit der Waffe umgehen. Old Joe, dem das Land der Gegend gehört, muss sich mit dem Banditen Gonzalez herumschlagen, der den Besitz wegen Ölvorkommen haben möchte, und mit Indianern, die das vergrabene Kriegsbeil suchen. Allerdings sind diese solange friedlich, bis sie es gefunden haben.
Lucky wird vom korrupten und mit Gonzalez zusammenarbeitenden Richter zum Sheriff ernannt und beginnt mit ersten Aufräumarbeiten, bis eine Mädchen-Tanztruppe, die von einem Barden begleitet wird, die Gegend und vor allem die Bandenmitglieder in Unruhe versetzt. Statt Waffengebrauch stehen Blumensuche und amouröse Avancen im Vordergrund. In dem ganzen Durcheinander behält nur Lucky die Übersicht, der schließlich mittels einer Massenschlägerei die Verhältnisse in Small Lands Hill wieder zurechtrückt.

## Kritik
Der „Versuch einer Western-Parodie“ wurde als langatmig und vorhersehbar bezeichnet.